# پسر خدا (کلیسای کاتولیک)
پسر خدا (به لاتین Dei Filius) دیباچه باورنامه باهماد نخست واتیکان برای باوریگان کاتولیکی است که در ۲۴ آوریل سال ۱۸۷۰ به اتفاق آراء تصویب شد.
این باورنامه، آموزه‌های کلیسای کاتولیک رومی را دربارهٔ خدا، وحی و ایمان بیان می‌کند.

## پسر خدا درکتاب مقدس
«در ماه ششم، جبرائیل _فرشته از جانب خدا_ به شهری در جلیل فرستاده شد که ناصره نام داشت، تا نزد باکره‌ای مریم نام برود. مریم نامزد مردی بود، یوسف نام، از خاندان داوود. فرشته نزد او رفت و گفت: «سلام بر تو، ای که مورد لطف قرار گرفته‌ای. خداوند با توست.» مریم با شنیدن سخنان او پریشان شد و با خود اندیشید که این چگونه سلامی است. امّا فرشته وی را گفت: «ای مریم، مترس! لطف خدا شامل حال تو شده است. اینک آبستن شده، پسری خواهی زایید و نامش را عیسی خواهی نهاد. او بزرگ خواهد بود و پسر خدای متعال خوانده خواهد شد. خداوندْ خدا تخت پادشاهی پدرش داوود را به او عطا خواهد فرمود. او تا ابد بر خاندان یعقوب سلطنت خواهد کرد و پادشاهی او را هرگز زوالی نخواهد بود.» مریم از فرشته پرسید: «این چگونه ممکن است، زیرا من با مردی نبوده‌ام؟» فرشته پاسخ داد: «روح‌القدس بر تو خواهد آمد و قدرت خدای متعال بر تو سایه خواهد افکند. از این رو، آن مولودْ مقدّس و پسر خدا خوانده خواهد شد. اینک اِلیزابِت نیز که از خویشان توست، در سن پیری آبستن است و پسری در راه دارد. آری، او که می‌گویند نازاست، در ششمین ماهِ آبستنی است. زیرا نزد خدا هیچ امری ناممکن نیست!» مریم گفت: «کنیزِ خداوندم. آنچه دربارۀ من گفتی، بشود.» آنگاه فرشته از نزد او رفت.»